# Cathedral Square, Christchurch

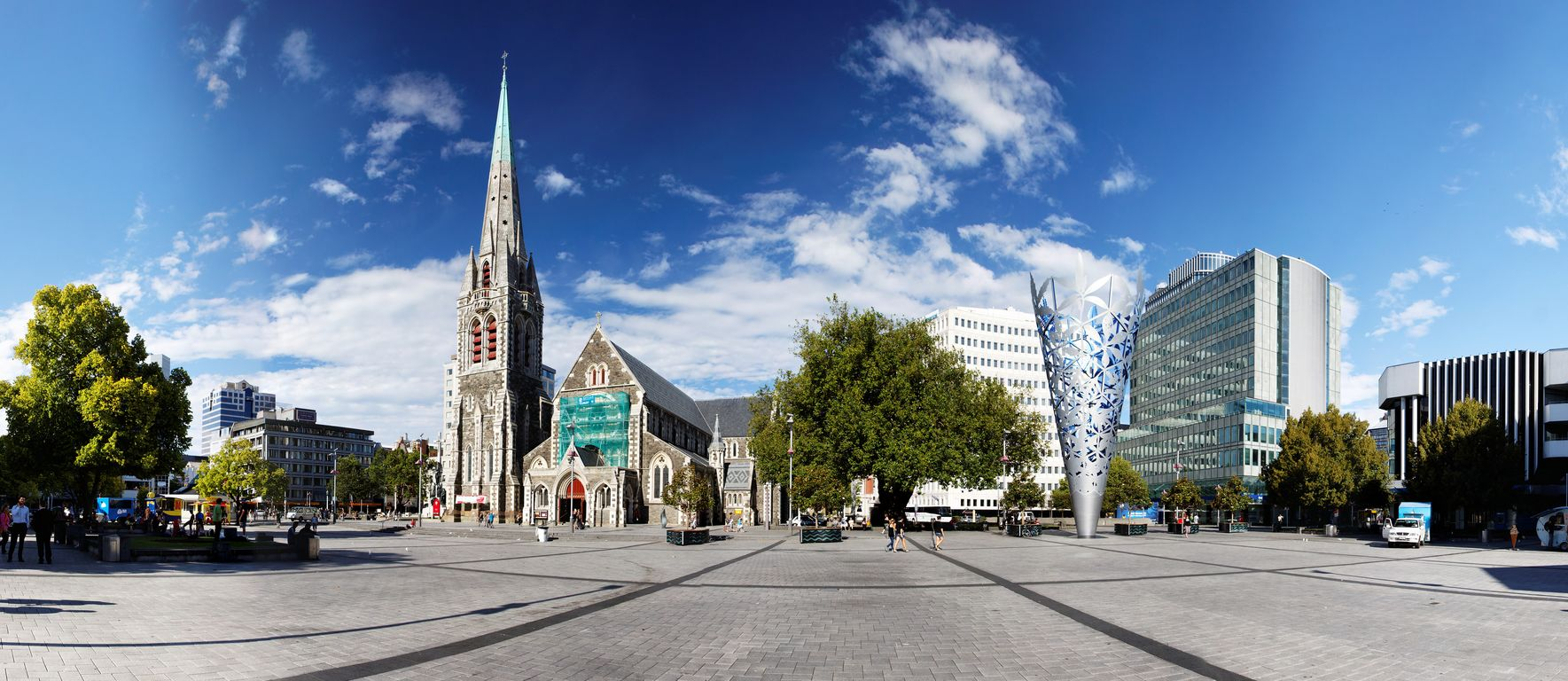
Panorama över Cathedral Square i Christchurch, med ChristChurch Cathedral i bakgrunden. Bilden är från januari 2010 innan jordbävningen i februari 2011.

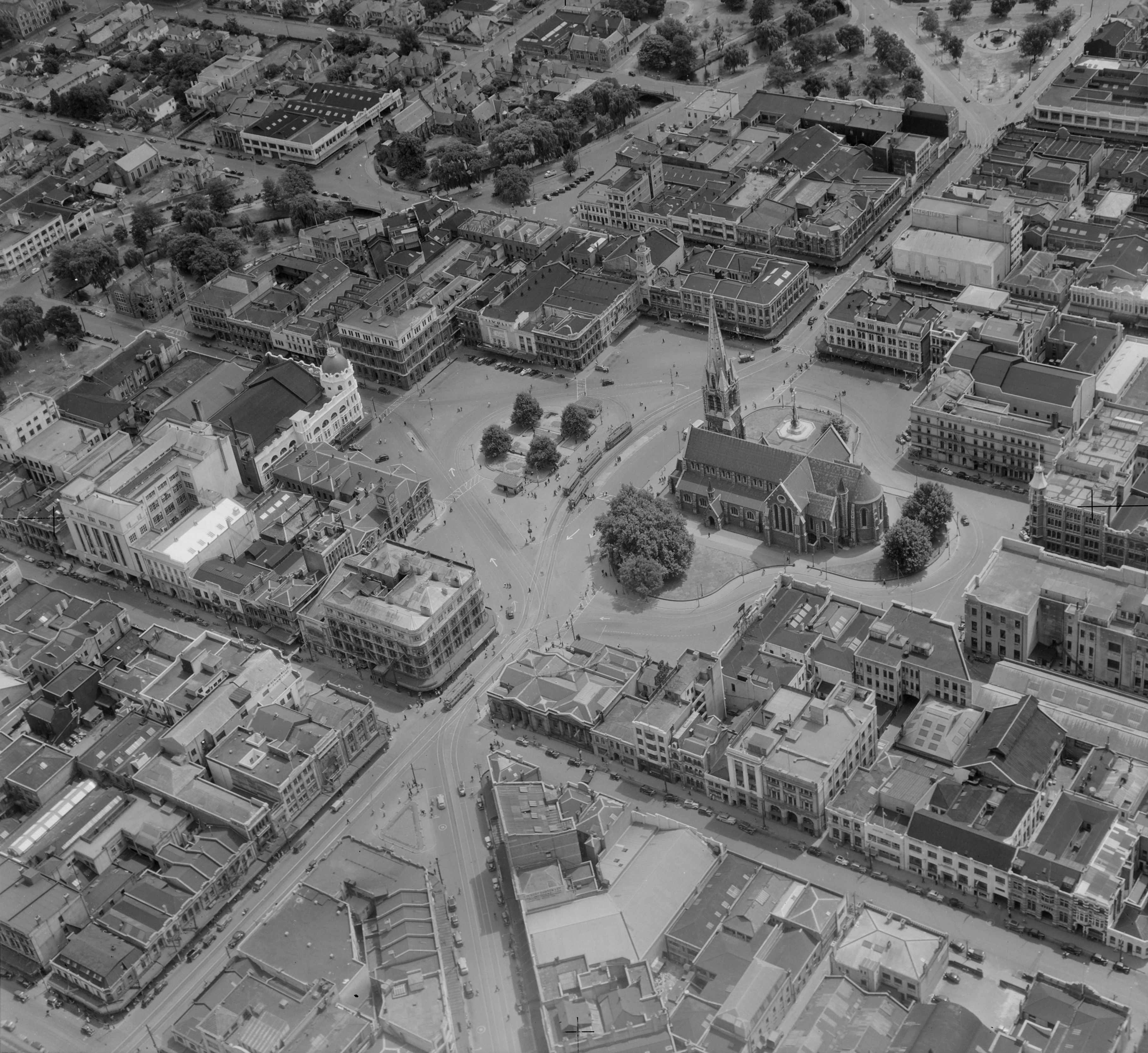
Flygvy över Cathedral Square som visar hur Colombo Street går i en kurva. Bilden är tagen någon gång före år 1954.

Cathedral Square, lokalt känd som the Square, är den geografiska mittpunkten och hjärtat av staden Christchurch i Nya Zeeland. Vid torget ligger stadens anglikanska domkyrka, Christchurch Cathedral. Torget står på den teoretiska korsningen av stadens två viktigaste gator, Colombo Street och Worcester Street, som ligger vinkelräta mot varandra. I praktiken är båda gatorna blockerade eller går runt själva torget. Domkyrkan skadades allvarligt vid jordbävningen i februari 2011.